# Шпиндлер, Карл
Карл Шпиндлер (16 октября 1796, Бреслау — 12 июля 1855, Бад-Петерсталь-Грисбах) — германский писатель-романист.

## Биография
Был сыном органиста при местном соборе и актрисы. Школьное образование получил в Страсбурге. Первоначально хотел стать юристом, но был призван на французскую военную службу; не желая служить, бежал в Аугсбург, где решил попробовать свои силы на сценическом поприще и присоединился к труппе странствующих актёров, с которой гастролировал по многим германским и зарубежным государствам, встретив в Германштадте свою будущую супругу. В 1824 году оставил бродячий театр и решил посвятить себя литературной деятельности. Он жил в Ханау и Штутгарте, в 1829 году переехал в Мюнхен, в 1831 или 1832 году — в Баден-Баден, позже неоднократно менял место жительства, а после смерти супруги от психического заболевания вернулся в Баден-Баден.
Первый его большой роман — «Eugen von Kronstein» (1824). Репутацию талантливого романиста Шпиндлер составил себе историческим романом из времён императора Рудольфа II «Der Bastard» (1826). Романы Шпиндлера, отличаясь интересной фабулой и колоритностью, в своё время имели обширный круг читателей, называвших его «немецким Вальтером Скоттом». Художественная и историко-культурная ценность произведений Шпиндлера, тем не менее, уже в конце XIX века оценивалась как незначительная. Поощряемый успехом первого исторического романа, Шпиндлер написал очень большое количество произведений и в период с 1830 по 1860 год считался одним из крупнейших «развлекательных» писателей Германии.
Собрание его романов составляет 102 тома в 1-м издании «Sämmtliche Werke» (Штутгарт, 1831—1854 и 2-е издание 1854—1856; избранные сочинения изданы в 14 томах, 1875—1877), но в него не вошли несколько новелл, опубликованных в Vergissmeinnicht в 1830—1855 годах. Лучшими считались «Der Jude» (4 тома, Штутгарт, 1827; перепечатана в «Универсальной библиотеке» Реклама: культурно-исторические очерки XV века), «Der Jesuit» (3 тома, 1829), «Der Invalide» (5 томов, 1831). Он также написал несколько пьес и ряд журналистских статей, в 1829—1830 годах, в частности, сотрудничая в издании Damenzeitung.